# Ctesifonte
Ctesifonte (em siríaco: ܩܛܝܣܦܘܢ; romaniz.: Qṭēspōn; em parta e pálavi: Tyspwn ou Ṭīsfūn; em persa: تيسفون‎;  Tisfun; em árabe: المدائن;  al-Madāʾin ["as cidades"]; em grego: Κτησιφῶν;  Ktēsiphō̃n) foi uma das grandes cidades da Mesopotâmia e a capital do Império Arsácida e de seu sucessor, o Império Sassânida, por mais de 800 anos. Acredita-se que tenha sido a maior cidade de seu tempo, entre 570 a 630. Sua primeira menção é no Livro de Esdras (século VI ou V a.C.), no Antigo Testamento, com o nome de Casfia.[carece de fontes?] Situa-se cerca 30 quilômetros em linha reta ao sudeste do centro da moderna Bagdá, Iraque.
Por causa de sua importância, Ctesifonte era um grande objetivo militar para os líderes do Império Romano em suas guerras no oriente. A cidade foi capturada por Roma e pelo Império Bizantino cinco vezes na história, três vezes apenas durante o século II d.C. Finalmente foi tomada pelos muçulmanos do Califado Ortodoxo em 637. A cidade entrou rapidamente em declínio, especialmente quando Bagdá se tornou a capital dos Abássidas no século VIII. O local foi cenário de uma das maiores batalhas da Primeira Guerra Mundial.
O Arco de Ctesifonte é agora tudo o que resta da cidade. O que se veem são as ruínas do pórtico do palácio. O arco está localizado no que é hoje a cidade iraquiana de Salmã Paque, ao sul da capital, Bagdá. O monumento estava em processo de reconstrução por Saddam Hussein nos anos 1980, quando a asa norte foi parcialmente reconstruída. Hoje, o governo iraquiano colabora com a Universidade de Chicago para restaurar o local. O arco foi fotografado por Roald Dahl e a foto publicada em suas memórias.